# Hejtmanství německých lén
Hejtmanství německých lén (deutsche Lehenshauptmannschaft der Cron Böhmen, Lehenschranne) byl zvláštní typ královského úřadu v Čechách, jehož agendou byla správa českých zahraničních lén (feuda extra curtem) a také snaha o znovuzískání těch z nich, která již byla ztracena. Vzniklo zřejmě koncem 15. století, zasedalo na Pražském hradě a kromě pravidelné správy lén včetně vedení jejich zemských desk vykonávalo na tomto území i soudnictví (spory většího významu ale řešila česká kancelář). V takovém případě soudu předsedal hejtman, jenž je trvale doložen k roku 1493. V roce 1651 byl úřad zrušen a jeho agenda přenesena na apelační soud.
O počátcích hejtmanství není mnoho známo, první písemný doklad je až z roku 1528. V rámci soudního řízení šlo nicméně o kolegiální orgán s celkem devíti přísedícími, přičemž polovina z nich zasedala i v české komoře. Podle instrukce z roku 1544 se zasedání měli účastnit i soudci zemského soudu a po zřízení apelačního soudu také jeho radové. Na přelomu 16. a 17. století nebyl načas svoláván, po obnovení činnosti v roce 1602 v něm zasedlo šestnáct, pak deset přísedících, kteří se rozdělovali na pravou a levou stranu. Řízení bylo ústní a vzhledem k velkým vzdálenostem se předvolávané osoby často nechávaly zastoupit, později již převládl písemný proces. Při posuzování sporů se hejtmanství řídilo především obecným a lenním právem, někdy také místním právem a zvyklostmi, a rozhodnutím ve věci byl nález (Urteil). Jako jediný tehdejší český úřad úřadovalo vzhledem ke svým adresátům výhradně německy.